# Getto w Bełżycach

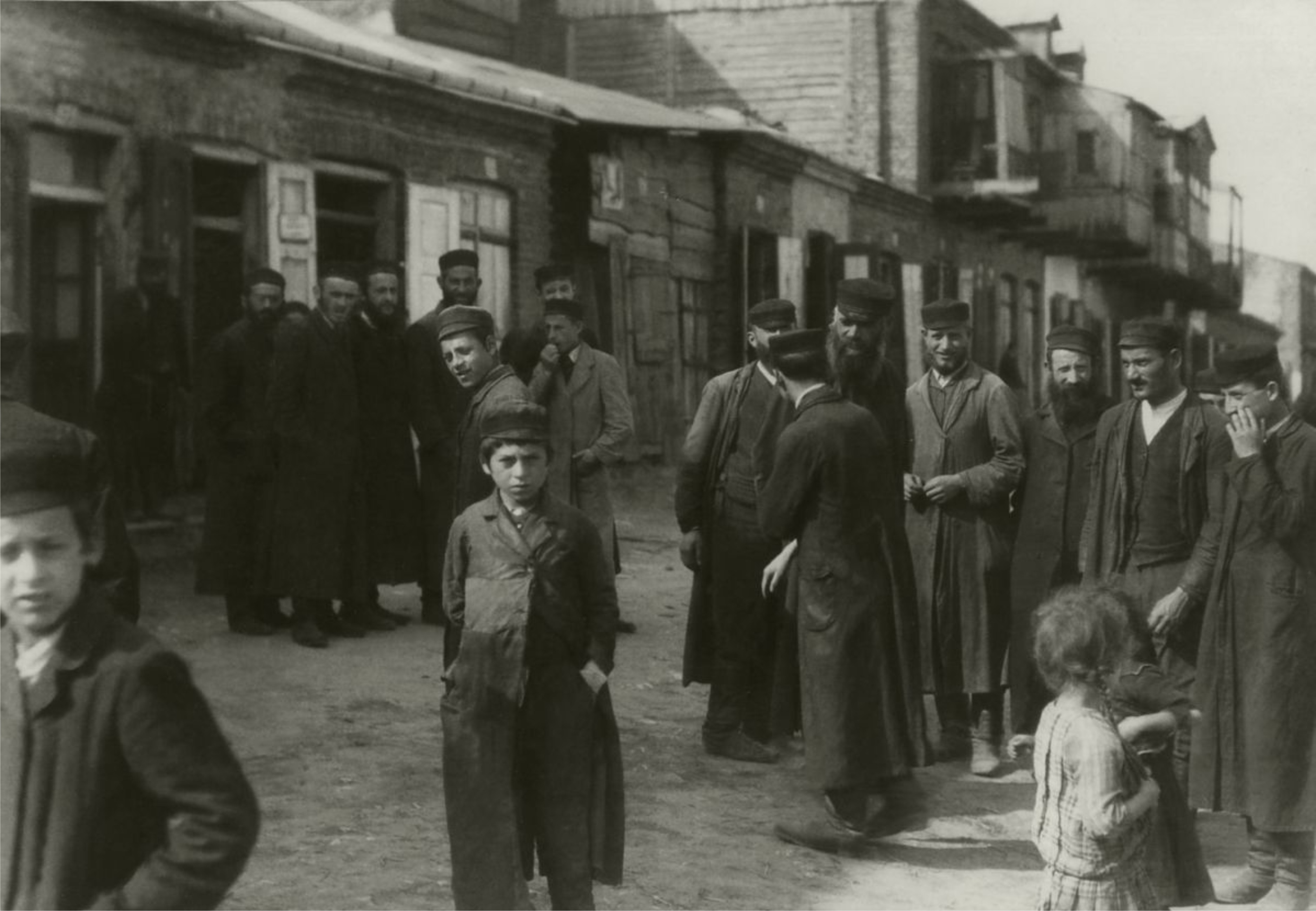
Żydzi bełżyccy

Getto w Bełżycach – getto żydowskie w Bełżycach, utworzone przez Niemców w czasie II wojny światowej, istniejące w latach 1940–1943.

## Historia
Zarządzeniem hitlerowskiego starosty powiatu lubelskiego zostało utworzone w grudniu 1940 w rejonie ówczesnej ul. Południowej (obecnie ul. Tysiąclecia) getto żydowskie. W początkowym okresie w getcie umieszczono mieszkańców miasta i okolicznych miejscowości. Następnie zwożono Żydów z innych części Polski i Europy.
Pierwszy transport Żydów ze Szczecina przybył 25 lutego 1940 roku. Liczył 300 osób. Drogę ze stacji kolejowej w Motyczu do Bełżyc przebyli pieszo eskortowani przez policję żydowską, pod nadzorem Niemców. 360 Żydów z Krakowa dotarło do getta w lutym 1941 roku. W marcu 1941 roku przywieziono jeszcze 160 Żydów z Krakowa i ok. 500 z Lublina. Z powodu skrajnie złych warunków sanitarnych i przeludnienia (4854 osób, a więc o 2754 osób więcej niż we wrześniu 1939 roku) w lecie 1941 roku wybuchła epidemia tyfusu, która zdziesiątkowała mieszkańców getta. W maju 1942 roku przybył do Bełżyc transport Żydów – obywateli niemieckich z Saksonii i Turyngii.
Niemcy wykorzystywali niewolniczą pracę mieszkańców getta, pracowali oni przy budowie dróg, a także w warsztatach kuśnierskich na potrzeby III Rzeszy.
Początkowo teren getta nie był ogrodzony. W styczniu 1942 roku zapadła decyzja władz niemieckich o zamknięciu getta. W maju, czerwcu i wrześniu 1942 Niemcy wywieźli w trzech transportach znaczną część mieszkańców do obozu koncentracyjnego na Majdanku, a w październiku 1942 wysłano transport do ośrodka zagłady w Sobiborze. Drogę do stacji kolejowej w Niedrzwicy Żydzi musieli pokonać pieszo. Tych, którzy odstawali, lub nie mogli iść dalej, Niemcy zabijali na miejscu. 2 października 1942 roku Niemcy przygotowywali kolejny transport. W trakcie organizowania wywózki, hitlerowcy rozstrzelali około 150 starych i niedołężnych osób. Z części utworzono transport i wysłano do obozu w Sobiborze. Tam Żydzi od razu z pociągu trafili do komór gazowych.
Po październikowym transporcie Niemcy na terenie getta stworzyli obóz pracy. Żydzi, głównie kobiety, zostały „zatrudnione” w utworzonych warsztatach krawieckich i szewskich pracujących na potrzeby Wehrmachtu. 8 maja 1943 roku wyselekcjonowano około 250 kobiet i 350 mężczyzn, których Niemcy przeznaczyli do dalszej pracy i wywieźli do obozu pracy w Kraśniku-Budzyniu, a część do getta w Piaskach. Pozostałych w getcie Żydów, oddział ukraińskich „absolwentów szkoły śmierci” SS w Trawnikach najpierw zmusił Żydów do wykopania za bożnicą przy ul. Południowej długiego i szerokiego rowu, a następnie pod nadzorem Niemców rozpoczął masakrę kobiet, dzieci, mężczyzn. Żydzi musieli kolejno podchodzić do tego rowu, nad którym Ukraińcy zabijali ich strzałami z pistoletów lub ciosami siekier. Zamordowano 750 kobiet, 150 dzieci i ok. 100 mężczyzn. Dół ze zwłokami został zasypany, teren wyrównano.
Getto zostało ostatecznie zlikwidowane w maju 1943.